# Evert Weys
E.M.L. (Evert) Weys (Bergen op Zoom, 1973) is een Nederlandse ambtenaar, bestuurder en CDA-politicus. Sinds 5 februari 2020 is hij burgemeester van Hilvarenbeek.

## Biografie
Weys was tot zijn wethouderschap ambtenaar bij de gemeenten Roosendaal en Tholen. Daarnaast was hij van 2011 tot januari 2019 gemeenteraadslid van Bergen op Zoom, vanaf 2014 als GBWP-fractievoorzitter. Van januari 2019 tot februari 2020 was hij wethouder van Bergen op Zoom met in zijn portefeuille Economische zaken, Cultuur en Sport.
Op 3 december 2019 werd Weys door de gemeenteraad van Hilvarenbeek voorgedragen als nieuwe burgemeester. Op 23 januari 2020 werd de voordracht overgenomen door de minister van Binnenlandse Zaken en Koninkrijksrelaties en de benoeming vond plaats bij koninklijk besluit. De benoeming ging in op 5 februari 2020.
Weys is getrouwd, heeft vier kinderen en was tot zijn burgemeesterschap woonachtig in Bergen op Zoom.